# Narongsak Laosri
Narongsak Laosri (thailändisch ณรงศักดิ์ เหล่าศรี, * 10. Juni 2001) ist ein thailändischer Fußballspieler.

## Karriere
Narongsak Laosri stand von 2019 bis 2020 beim Nakhon Ratchasima FC unter Vertrag. Der Verein aus Nakhon Ratchasima spielte in der ersten thailändischen Liga, der Thai League. Hier kam er jedoch nicht zum Einsatz. Ende 2020 wechselte er auf Leihbasis zum Kasetsart FC. Der Verein aus der Hauptstadt Bangkok spielte in der zweiten Liga, der Thai League 2. Sein Profidebüt gab er am 17. Februar 2021 im Auswärtsspiel gegen den Chiangmai United FC. Hier stand er in der Startelf und wurde in der 64. Minute gegen Piyawat Bannalak ausgewechselt. Insgesamt bestritt er für den Hauptstadtverein drei Zweitligaspiele. Nach der Ausleihe kehrte er nach Korat zurück. Hier wurde sein Vertrag nicht verlängert. Die Saison 2021/22 stand er beim Drittligisten Ubon Kruanapat FC unter Vertrag. Mit dem Verein aus Ubon Ratchathani spielte er in der North/Eastern Region der Liga. Ende August 2022 wechselte er zu dem in der Western Region spielenden Samut Songkhram FC.